# Ferdinand Christian Gustav Arnold
Ferdinand Christian Gustav Arnold (ur. 24 lutego 1828 w Ansbach, zm. 8 sierpnia 1901 w Monachium) – niemiecki lichenolog.

## Życiorys
Urodził się w Ansbach w Bawarii. Już jako uczeń szkoły średniej wykazywał aktywne zainteresowanie botaniką. Studiował prawo w Monachium i Heidelbergu. W latach 1857–1877 pracował jako prawnik w Eichstätt, od 1877 do 1896 w Monachium, ale cały wolny czas poświęcał badaniom przyrodniczym. Zmarł w Monachium w 1901 roku.

## Praca naukowa
Najpierw zajmował się roślinami naczyniowymi i mszakami, głównie jednak porostami. Opisał porosty Tyrolu w dziele Lichenologische Ausflüge in Tirol. Nawet obecnie jest ono uważane za ważne opracowanie w zakresie porostów Alp. Zebrał własną kolekcję zawierającą około 150 000 okazów porostów (eksykaty) oraz około 30 000 roślin. Obecnie jest przechowywana w Botanische Staatssammlung in Munich. W 1991 zaczęto wydawać czasopismo Arnoldia poświęcone opisowi tego zielnika. Tytuł czasopisma nadano na cześć F.Ch. Arnolda. Był członkiem Bayerische Botanische Gesellschaft. Za swoje osiągnięcia w 1878 r. otrzymał tytuł doktora honoris causa Uniwersytetu Ludwika i Maksymiliana w Monachium.
Opisał wiele nowych gatunków porostów i ich wyższych taksonów. Do nazwy naukowej tych taksonów dodawany jest cytat Arnold.

## Publikacje
- (1869). Lichenologische Ausflüge in Tirol. IV. Der Schlern. Verhandlungen der Zoologisch-Botanischen Gesellschaft zu Wien 19: 605–610.
- (1870). Lichenologische Fragmente. X. Flora 53: 465–469.
- (1871). Lichenologische Fragmente. XI. Flora 54: 49–50.
- (1876). Lichenologische Ausflüge in Tirol. XV. Gurgl. Verhandlungen der Zoologisch-Botanischen Gesellschaft zu Wien 26: 353–371.
- (1879). Lichenologische Ausflüge in Tirol: XX. Predazzo. Verhandlungen der Zoologisch-Botanischen Gesellschaft zu Wien 29: 351–356.
- (1880). Lichenologische Ausflüge in Tirol. XXI. Berichtigungen und Nachträge. B. Verzeichnis der Tiroler Lichenen. Verhandlungen der Zoologisch-Botanischen Gesellschaft zu Wien 30: 95–117.
- (1881). Lichenes Britannici exsiccati, herausgegeben von Leighton. Flora 44: 435–661.
- (1881). Lichenologische Fragmente. XXIV [concl.]. Flora 64: 193–196.
- (1884). Die Lichenen des Fränkischen Jura [cont.]. Flora 67: 403–416.
- (1885). Die Lichenen des Fränkischen Jura [cont.]. Flora 68: 49–55.
- (1885). Die Lichenen des Fränkischen Jura [cont.]. Flora 68: 143–158.
- (1885). Die Lichenen des Fränkischen Jura [cont.]. Flora 68: 211–246.
- (1887). Lichenologische Ausflüge in Tirol. XXIII. Predazzo und Paneveggio. Verhandlungen der Zoologisch-Botanischen Gesellschaft zu Wien 37: 81–98.
- (1896). Lichenologische Ausflüge in Tirol. XXVII. Galtür. Verhandlungen der Zoologisch-Botanischen Gesellschaft zu Wien 46: 105–107.